# Tau Sagittarii
Tau Sagittarii (τ Sagittarii, förkortat Tau Sgr, τ Sgr) som är stjärnans Bayerbeteckning, är en stjärna belägen i den östra delen av stjärnbilden Skytten. Den har en skenbar magnitud på 3,33 och är synlig för blotta ögat som en av de ljusaste stjärnorna i stjärnbilden. Baserat på parallaxmätning inom Hipparcosuppdraget på ca 26,8 mas, beräknas den befinna sig på ett avstånd av ca 122 ljusår (ca 37 parsek) från solen.

## Nomenklatur
Tau Sagittarii’’ var tillsammans med:
- Gamma Sagittarii, Delta Sagittarii, Epsilon Sagittarii, Zeta Sagittarii, Sigma Sagittarii, Kaus Borealis och Phi Sagittarii, ingående i asterismen Tekannan.[8]
- φ Sgr, σ Sgr, ζ Sgr och χ Sgr var Al Na'ām al Ṣādirah (النعم السادرة), de återkommande strutsarna.[9] Enligt stjärnkatalogen i det tekniska memorandumet 33-507 - A Reduced Star Catalog Containing 537 Named Stars var Al Na'ām al Ṣādiraheller Namalsadirah ursprungligen titeln för fyra stjärnor: φ Sgr som Namalsadirah I, τ Sgr som Namalsadirah II, χ1 Sgr som Namalsadirah III och χ2 Sgr som Namalsadirah IV.[10]
- ν Sgr, ψ Sgr, ω Sgr, 60 Sgr och ζ Sgr var Al Udḥiyy, “strutsens rede”.[11]

## Egenskaper
Tau Sagittarii är en orange till röd jättestjärna av spektralklass K1 III. Den är en röd klumpjätte, som har förbrukat vätet i dess kärna, passerat genom den röda jättegrenen och startat kärnfusion av helium i dess kärna. Den har en massa som är ca 25 procent större än solens massa, en radie som är ca 16 gånger större än solens radie och utsänder från dess fotosfär ca 88 gånger mera energi än solen vid en effektiv temperatur på ca 4 460 K.
Tau Sagittarii är en misstänkt dubbelstjärna, även om ingen följeslagare ännu har bekräftats. Ett lägre metallinnehåll (Fe-H-förhållandet är 54 procent lägre än solens) och en snabb egenrörelse (64 km/s, fyra gånger det lokala genomsnittet) i förhållande till solen tyder på att stjärnan är en besökare från en annan del av Vintergatan.